# 革德伦·吉丁努蓬
革德伦·吉丁努蓬（英語：Kedren Kittinupong，1996年7月19日—），泰國男子羽毛球運動員，專長雙打項目。他与德差蓬·保烏拉努科曾贏得2014年世青賽男雙冠军得主，亦是泰国史上第一支世青賽男雙冠軍组合。

## 簡歷
2014年4月，革德伦·吉丁努蓬參加馬來西亞亞羅士打舉行的世界青年羽毛球錦標賽，與德差蓬·保乌拉努科出戰男子雙打項目，最終拿得冠軍。
2015年8月，革德伦·吉丁努蓬參加印尼雅加達舉行的世界羽毛球錦標賽，與德差蓬·保乌拉努科合作出戰男子雙打項目，他們在首圈以2-0輕取加拿大組合晉級，但在第二圈就以0比2（17-21、13-21）不敵13號種子、印尼的安加·普拉塔玛/里奇·卡兰达·苏华迪出局。

## 主要比賽成績
只列出曾進入準決賽的國際賽事成績：
| 年份   | 賽事                     | 公開賽級別 | 項目     | 拍檔              | 成績   |
| ------ | ------------------------ | ---------- | -------- | ----------------- | ------ |
| 2013年 | 樂魚羽毛球國際系列賽     | 國際系列賽 | 男子雙打 | 德差蓬·保乌拉努科 | 準決賽 |
| 2014年 | 世界青年羽毛球錦標賽     | 其他       | 混合團體 | －                | 季軍   |
| 2014年 | 世界青年羽毛球錦標賽     | 其他       | 男子雙打 | 德差蓬·保乌拉努科 | 冠軍   |
| 2014年 | 樂魚羽毛球國際系列賽     | 國際系列賽 | 男子雙打 | 德差蓬·保乌拉努科 | 亞軍   |
| 2015年 | 墨西哥城羽毛球大獎賽     | 大獎賽     | 男子雙打 | 德差蓬·保乌拉努科 | 準決賽 |
| 2016年 | 波蘭羽毛球公開賽         | 國際挑戰賽 | 男子雙打 | 德差蓬·保乌拉努科 | 亞軍   |
| 2017年 | 泰國羽毛球大師賽         | 黃金大獎賽 | 男子雙打 | 德差蓬·保乌拉努科 | 準決賽 |
| 2017年 | 亞洲羽毛球混合團體錦標賽 | 其他       | 混合團體 | －                | 季軍   |
| 2017年 | 蘇迪曼盃                 | 其他       | 混合團體 | －                | 季軍   |
| 2017年 | 東南亞運動會羽毛球比賽   | 其他       | 男子團體 | －                | 銅牌   |
| 2017年 | 東南亞運動會羽毛球比賽   | 其他       | 男子雙打 | 德差蓬·保烏拉努科 | 金牌   |
| 2019年 | 蘇迪曼盃                 | 其他       | 混合團體 | －                | 季軍   |
| 2019年 | 越南羽毛球公開賽         | 超級100賽  | 男子雙打 | 提恩·伊斯里亚内特 | 準決賽 |
| 2019年 | 東南亞運動會羽球比賽     | 其他       | 男子團體 | －                | 銅牌   |
| 2021年 | 海洛羽毛球公開賽         | 超級500賽  | 男子雙打 | 蘇柏·宗國         | 準決賽 |
| 2023年 | 泰國羽毛球大師賽         | 超級300賽  | 男子雙打 | 苏柏·宗国         | 準決賽 |
| 2024年 | 泰國羽毛球大師賽         | 超級300賽  | 男子雙打 | 苏柏·宗国         | 準決賽 |
| 2024年 | 北極羽毛球公開賽         | 超級500賽  | 男子雙打 | 德差蓬·保乌拉努科 | 準決賽 |
| 2025年 | 印尼羽毛球大師賽         | 超級500賽  | 男子雙打 | 德差蓬·保烏拉努科 | 準決賽 |
| 2025年 | 泰國羽毛球大師賽         | 超級300賽  | 男子雙打 | 德差蓬·保烏拉努科 | 準決賽 |
| 2025年 | 瑞士羽毛球公開賽         | 超級300賽  | 男子雙打 | 德差蓬·保烏拉努科 | 冠軍   |
| 2025年 | 泰國羽毛球公開賽         | 超級500賽  | 男子雙打 | 德差蓬·保乌拉努科 | 準決賽 |

| 2007-2017年 | 首要超級賽 | 超級賽 | 黃金大獎賽 | 大獎賽 | 國際挑戰賽 | 國際系列賽 | 未來系列賽 | 其他 |

| 2018-2026年 | 總決賽 | 超級1000賽 | 超級750賽 | 超級500賽 | 超級300賽 | 超級100賽 | 國際挑戰賽 | 國際系列賽 | 未來系列賽 | 其他 |

### 奧運會和世錦賽參賽紀錄
|          | 搭檔              | 2015 | 2016 | 2017 | 2018 | 2022 | 2023 | 2024 |
| -------- | ----------------- | ---- | ---- | ---- | ---- | ---- | ---- | ---- |
| 男子雙打 | 德差蓬·保乌拉努科 | 32強 | －   | －   | 64強 | －   | －   | －   |
| 男子雙打 | 苏柏·宗国         | －   | －   | －   | －   | 64強 | 32強 | 8強  |